# Маломихайлівська сільська територіальна громада
Маломихайлівська сільська об'єднана територіальна громада — територіальна громада в Україні, в Синельниківському районі Дніпропетровської області. Адміністративний центр — село Маломихайлівка.
Площа громади — 236,2 км², населення — 4300 мешканців (2018).
Утворена 12 вересня 2016 року шляхом об'єднання Гаврилівської та Маломихайлівської сільських рад та Просянської селищної ради Покровського району.
19 липня 2020 року, в результаті адміністративно-територіальної реформи та ліквідації Покровського району, громада увійшла до складу Синельниківського району.

## Населені пункти
До складу громади входять селище Просяна та 4 села:
- Гаврилівка
- Маломихайлівка
- Підгаврилівка
- Яблунівка